# 空に星があるように
「空に星があるように」（そらにほしがあるように）は、1966年9月5日に発売された荒木一郎のデビューシングル。

## 解説
荒木がパーソナリティを務めた東海ラジオの番組『星に唄おう』のテーマ曲で、当曲が全国的に知られるきっかけとなった。
当曲は60万枚を超えるヒットとなり、荒木は当曲で第8回日本レコード大賞新人賞を受賞した。
1976年、荒木のデビュー10周年を記念して再録音されたものがシングルで発売された。
1979年12月31日、民放テレビ94局ネット『ゆく年くる年』枠にて放送されたセイコー腕時計の長尺CM「たった1秒でも」のCMソングとして使われた。
2003年度下半期のNHK連続テレビ小説『てるてる家族』（大阪局製作）の第96話で劇中歌として使用された。

## 収録曲
オリジナル版（1966年）
1. 空に星があるように（2分49秒）
作詞・作曲：荒木一郎／編曲：海老原啓一郎
2. 夕焼けの丘（3分23秒）
作詞・作曲：荒木一郎／編曲：寺岡真三

リメイク版（1976年）
1. 空に星があるように（3分9秒）
作詞・作曲：荒木一郎／編曲：神保正明
2. 紅の渚（2分43秒）
作詞・作曲：荒木一郎／編曲：小谷充

## 収録アルバム
- オリジナル版
  - いとしのマックス 荒木一郎ベスト・ヒット12（1967年）
  - GOLDEN☆BEST 荒木一郎＆フレンズ（2015年）
- リメイク版
  - Singles 1974-1976（2000年）
  - GOLDEN☆BEST 荒木一郎（2006年）

## カバー

### シングル
- BEGIN（1997年、映画『私たちが好きだったこと』主題歌、2000年放送のフジテレビ系ドラマ『天気予報の恋人』挿入歌）
- 大沢悠里・さこみちよ（1997年）
- 西田敏行（2003年、テレビ東京系ドラマ『すっから母さん』エンディングテーマ）
- 八代亜紀（2005年、シングル「白い花」カップリング）
- 中江有里（2021年、配信シングル）

### アルバム
- 岩崎宏美『すみれ色の涙から…』（1981年）
- オユンナ『オユンナII黄砂』（1992年）
- ガロ『GOLDEN☆BEST GARO アンソロジー 1971〜1977』（2002年）
- 髙橋真梨子『No Reason 2 〜もっとオトコゴコロ〜』（2010年）[5]
- トワ・エ・モワ『ブーケ・ド・フルール』（2011年）
- 吉田照美『愛よ! 倹しき者たちに、絶え間なく降りそそげ!』（2012年）
- ハナレグミ『だれそかれそ』（2013年）[6]
- さだまさし『アオハル49.69』（2021年）
- 三山ひろし『こころの歌～三山ひろし叙情歌を唄う～』（2021年）

### コンピレーションアルバム
- あの時代にかえりたい（2006年）
- 「『コンクリート・レボルティオ〜超人幻想〜』神化・傑作曲集」（2015年、宇都宮隆）

### CDボックス
- 歌宴 歌謡名曲120選

## エピソード
落語家のヨネスケ（当時千葉・市原高八幡分校3年）は、『星に唄おう』の熱心なリスナーで、当時交際していた女性に当曲の歌詞を丸写しして「君に捧げる詩」と題したラブレターを送った。しかし、当曲が大ヒットしたことから盗作だとバレて絶交された。